# سرمایه‌گذاری جمعی
سرمایه‌گذاری جمعی (به انگلیسی: Crowdfunding) که برخی اوقات تأمین سرمایه از اجتماع یا تأمین مالی جمعی نیز نامیده می‌شود، معمولاً مشارکت جمعی توسط افرادی است که سرمایه‌گذاری مشترک می‌کنند. این کار اغلب از طریق اینترنت انجام می‌شود تا از تلاش‌های یک کارآفرین توسط عموم جامعه یا سازمان‌ها حمایت شود. تأمین مالی جمعی برای اهداف متنوعی نظیر درمان بیماری تا چاپ کتاب، حمایت مالی هنرمندان تا طرفداران کمپین‌های انتخاباتی و تأمین سرمایه لازم برای راه اندازی یک کسب و کار نوپا یا کسب و کار کوچک کاربرد دارد.
به‌کارگیری اصطلاح سرمایه‌گذاری جمعی را می‌توان پس از ظهور پدیده جمع سپاری دانست. دلیل ظهور و گسترش سرمایه‌گذاری جمعی به شکل سازمان یافته در قالب تأمین سرمایه مالی را می‌توان بحران مالی سال ۲۰۰۸ در جهان دانست. به علت تمایل کم بانک‌ها به وام دادن، کارآفرینان شروع به جستجوی راه‌های دیگری برای جذب سرمایه کردند. مشکلاتی که صنعتگران، کارآفرینان و سرمایه‌گذاران خرده‌پا در جمع‌آوری سرمایه داشتند منجر شد تا سرمایه‌گذاری سنتی که توسط دوستان و فامیل صورت می‌گرفت به شکل سرمایه‌گذاری جمعی بسط پیدا کند.
در واقع می‌توان سرمایه‌گذاری جمعی را یک روش اینترنتی برای تأمین سرمایه مالی معرفی کرد که به کسب و کارها و سازمان‌ها کمک می‌کند تا از طریق کمک‌های بلاعوض یا سرمایه‌گذاری اشخاص متعدد بتوانند ایده‌هایشان را عملی سازند. سرمایه‌گذاری جمعی پلتفرم بهره‌برداری از پتانسیل بالقوه انبوه جمعیت که تا پیش از آن به صورت هدفمند به آن توجه نشده بود را فراهم می‌نماید.
سرمایه‌گذاری جمعی، جذب سرمایه مردمی یا سرمایه‌گذاری اجتماعی، کارزاری جهت حمایت جمعی افرادی مختلف از یک جامعه، معمولاً جامعه کاربران اینترنت و پرداخت بخشی از سرمایه مورد نیاز جهت آغاز یک پروژه توسط افراد یا سازمان برگزارکننده کارزار است.
جذب سرمایه مردمی جهت حمایت از طیف مختلف فعالیت‌ها از جمله امداد رسانی به حادثه دیدگان، روزنامه‌نگاری شهروندی، حمایت هنرمندان از سمت طرفداران، کمپین‌های سیاسی، بودجه راه‌اندازی استارت آپ، تولید آثار بصری، توسعه نرم‌افزار آزاد، توسعه اختراعات، تحقیقات علمی و پروژه‌های شهری است.
در این روش فرد صاحب ایده، تا جایی که در توان دارد، کار خود را پیش برده و برآورد قابل قبولی از هزینه‌های تکمیل کار خود تهیه می‌کند و برنامه خود و میزان سرمایه لازم را در یک وبسایت عمومی اعلام می‌کند. این پروژه چه ساخت یک فیلم کوتاه باشد که تهیه‌کننده آن فیلم نامه را نوشته ولی هزینه ساخت آن را ندارد، یا خرید ابزار کار برای راه‌اندازی یک کارگاه، یا طراحی یک دستگاه پیچیده صنعتی، به مردم عرضه می‌شود و اگر چیزی باشد که نظر مساعد مردم را جلب کند، می‌تواند سرمایه‌های آن‌ها را هم به کار بگیرد.

## مدل‌های تأمین مالی جمعی
طیف گسترده‌ای از مدل‌های تأمین مالی جمعی با مدل‌های کسب و کار متفاوت وجود دارد. با توجه به تنوع مدل-های کسب و کار پلتفرم‌های واسط، می‌توان آن‌ها را در چند مدل پایه زیر دسته‌بندی کرد:

## اهدا
این نوع از اهدای جمعی بیشتر شبیه به حمایت‌های خیریه‌ای هستند. اگر چه در اصل یک عمل نوع دوستانه است ولی دریافت کنندگان هیچ گونه وظیفه‌ای برای اعطای پاداشی به خیّر در مقابل حمایت او ندارند. مشارکت مالی افراد برای پروژه‌ها با انگیزه‌های نوع‌دوستانه و خیرخواهانه می‌باشد، و همین مورد می‌تواند در بین افراد دیگر انگیزه ایجاد کند. پلتفرم گوفاندمی که در سال ۲۰۱۰ راه اندازی شده‌است، پلتفرم پیشگام تأمین مالی مبتنی بر اهدا می‌باشد. از دیگر پلتفرم‌های برتر جهان که بر اساس مدل اهدا فعالیت می‌کنند می‌توان از کرینگ‌بریدج، جاست‌گیوینگ، کازس، اکت‌بلو، کرادرایز، گیوفوروارد، دانرچوز، فاندلی، رازو و فاندراز نام¬ برد. بعضی از این پلتفرم‌ها به صورت تخصصی در یک حوزه خاص نظیر پزشکی و برخی دیگر در چند موضوع فعال هستند.

## پاداش
یکی از مشخصه‌های اصلی این مدل، اعطای پاداش به مشارکت‌کنندگان به دلیل حمایتشان می‌باشد. این پاداش‌ها بسته به میزان مشارکت متفاوت تعریف می‌شوند. گاهی این مشارکت‌ها به صورت حمایت جمعی بوده که در این حالت سرمایه‌گذار پروژه یا حامی در مورد پاداش مشخصی که کارآفرین متعهد شده‌است پرداخت کند توافق دارد. اغلب این پاداش‌ها به صورت خدمات می‌باشد.
در مواردی حمایت مالی در قالب پیش فروش جمعی یا پیش سفارش به منظور حمایت در تولید محصول به عنوان مثال کتاب، فیلم، آلبوم موسیقی، تئاتر، نرم‌افزار، محصول جدید، محصول سبز یا خدمات می‌باشد. در مقابل کارآفرین تعهد می‌کند که نسخه اولیه از محصول یا خدمت، تحویل خریدار شود که در این صورت تأمین مالی جمعی اساساً یک سفارش محصول است.

## وام دهی جمعی
تأمین مالی مبتنی بر بدهی به عنوان سرمایه‌گذاری و تأمین اهداف انتفاعی در سال ۲۰۰۶ در آمریکا و یک سال زودتر به عنوان فعالیت خیریه‌ای در انگلستان به وجود آمد. تأمین مالی مبتنی بر بدهی یا آنچه در انگلستان مبتنی بر قرض نامیده می‌شود، اولین بار با اهداف غیرمادی در سال ۲۰۰۵ آغاز شد. پلتفرم تأمین سرمایه خرد کیوا با هدف اعطای وام به افراد فقیر در کشورهای جهان سوم راه اندازی شد. مدل مبتنی بر بدهی تأمین مالی جمعی، که از آن «قرض دهی فرد به فرد» نیز نام برده می‌شود، به وام گیرندگان مستقل امکان می‌دهد تقاضای وام بدون وثیقه داشته باشند و اگر توسط پلتفرم پذیرفته شد، پول را از اجتماع قرض بگیرند و سپس آن را با بهره‌اش (ممکن است بدون بهره باشد) بازپرداخت کنند. پلتفرم‌های تأمین مالی جمعی وام‌دهی، موضوعات افراد برای وام گرفتن را به دقت بررسی کرده و معمولاً با درصد کمی از درخواست‌های وام موافقت می‌شود. به عنوان مثال پلتفرم لندینگ‌کلوب فقط ۱۰ درصد از درخواست وام‌ها را مورد پذیرش قرار می‌دهد.

## خرید سهام جمعی
این نوع تأمین مالی خُرد در عمل پیچیده‌ترین حالت تأمین مالی جمعی است. در این حالت پاداش مشارکت‌کنندگان در ازای سرمایه‌گذاری، دریافت سهام، سود سهام یا حق رأی در سهام مخاطره‌آمیز است. در این حالت مشارکت-کننده، سود مستقیم دریافت نمی‌کند بلکه به نوعی در سرمایه‌گذاری مخاطره‌پذیر شرکت می‌کند.

## فرایند و بازیگران تأمین مالی جمعی
تأمین مالی جمعی سه بازیگر اصلی دارد که فرایند تأمین سرمایه را تسهیل می‌کند. این بازیگران عبارتند از کارآفرین یا صاحب ایده، واسطه تأمین سرمایه یا پلتفرم و مشارکت کنندگان.
فرایند تأمین سرمایه به این صورت می‌باشد که ابتدا کارآفرین، ایده مورد نظر خود را در صفحه‌ای اختصاصی در وبگاه واسط که پلتفرم نامیده می‌شود تشریح می‌کند و به عبارت دیگر یک کمپین برای ایده خود راه اندازی می‌کند. معرفی پروژه شامل اطلاعات گوناگونی می‌باشد که بخشی از آن در دسترس پلتفرم واسط قرار می‌گیرد و بخش دیگر که دارای اطلاعات طبقه‌بندی کمتری است در معرض عموم مردم قرار داده می‌شود. اطلاعاتی نظیر مدل کسب و کار و همچنین اطلاعات اقتصادی پروژه می‌بایست در اختیار پلتفرم قرار بگیرد تا بتواند راستی آزمایی‌های مورد نظر را در مورد پروژه انجام دهد. حتی برخی پلتفرم‌ها در صورت لزوم، به صاحبان ایده مشاوره‌های لازم را نیز می‌دهند. هنگامی که پروژه از جنس مسائل اجتماعی و فعالیت‌های خیریه باشد، پلتفرم اطلاعات دیگری در مورد راستی آزمایی از صاحبان ایده می‌گیرند.